# Отфаж ла Тур
Отфаж ла Тур (фр. Hautefage-la-Tour) насеље је и општина у југозападној Француској у региону Аквитанија, у департману Лот и Гарона која припада префектури Вилнев сир Лот.
По подацима из 2011. године у општини је живело 820 становника, а густина насељености је износила 39,52 становника/km². Општина се простире на површини од 20,75 km². Налази се на средњој надморској висини од 217 метара (максималној 217 m, а минималној 70 m).

## Демографија
| 1962. | 1968. | 1975. | 1982. | 1990. | 1999. | 2011. |
| ----- | ----- | ----- | ----- | ----- | ----- | ----- |
| 491   | 507   | 465   | 520   | 528   | 655   | 820   |

График промене броја становника у току последњих година